# Troussey
Troussey település Franciaországban, Meuse megyében. Lakosainak száma 470 fő (2022. január 1.). Troussey Boucq, Trondes, Ourches-sur-Meuse, Pagny-sur-Meuse, Sorcy-Saint-Martin és Void-Vacon községekkel határos.

## Népesség
A település népessége az elmúlt években az alábbi módon változott:
| Lakosok száma | 360  | 283  | 318  | 390  | 425  | 443  | 464  | 461  | 477  | 470  |
|               | 1968 | 1982 | 1990 | 2006 | 2013 | 2015 | 2017 | 2019 | 2020 | 2022 |